# فرودگاه بین‌المللی فورموسا
فرودگاه بین‌المللی فورموسا (به انگلیسی: Formosa International Airport) (به زبان بومی: El Pucú Airport) یک فرودگاه همگانی مسافربری با کد یاتا FMA است که یک باند فرود آسفالت دارد و طول باند آن ۱۸۰۰ متر است. این فرودگاه در کشور آرژانتین قرار دارد و در ارتفاع ۵۹ متری از سطح دریا واقع شده است.

## شرکت‌های هواپیمایی و مقصدهای پروازی
| شرکت‌های هواپیمایی                                   | مقصدهای پروازی        |
| --------------------------------------------------- | --------------------- |
| ارولینیاس آرژانتیناس                                | محله هوایی یورگ نوبری |
| ارولینیاس آرژانتیناس اجرا توسط اوسترال لینئاس آئراس | محله هوایی یورگ نوبری |